# 香港樂評選
香港樂評選創辦於2012年，由「香港音樂評論組織」主辦，是一個每年在互聯網上進行的音樂頒獎禮，以表揚香港流行音樂業界為宗旨，期望重塑一套用藝術和文化角度量度香港流行音樂的系統，肯定一班真正具時代意義的音樂工作者和歌手。
首屆頒獎禮設有十個獎項，包括年度歌曲、年度唱片、年度男女歌手和樂團等。第二屆起增設特別獎「年度樂壇事件」，回顧年中樂壇大事，選出當中影響最深遠的事件，以文化評論角度剖析背後意義。所有獎項全部開放予香港音樂評論組織各會員參與提名和評選。
2017年度樂評選以「香港樂評的平行時空」為題，關注本地音樂市場的碎片化現象。入圍名單於2018年2月公佈，獨立樂隊和音樂人取得多項提名；得獎名單於3月揭曉，馮穎琪作曲、周耀輝填詞、岑寧兒主唱的歌曲《剎那的烏托邦》連中三元，而王嘉儀則是唯一獨得兩獎的歌手。
2018年度主題是「再見唱片店│再湧本土浪」，入圍名單於2018年12月底公佈，得獎名單於2019年1月下旬揭曉，RubberBand憑【Hours】專輯及歌曲《未來見》連奪四獎成大贏家。
2019年度主題是「不平則評」，入圍名單於2019年12月底公佈，得獎名單於2020年2月揭曉，獨立音樂人Matt Force、Serrini及粉紅A包辦男女歌手及樂團獎項。
2020年度主題是「粵樂越惹禍」，入圍名單於2021年2月中公佈，RubberBand、YoungQueenz、南洋派對等單位入圍多個項目。得獎名單於2021年3月揭曉。
2021年度主題是「hear / here... 留下來的聲音」，入圍名單於2022年1月中公佈。得獎名單於2022年4月揭曉。馮穎琪憑《荊棘海》第四度獲頒年度旋律，C AllStar憑【人類世】第三度獲頒年度唱片。
2022年度主題是「躺評時代」，入圍名單於2023年2月初公佈。得獎名單於2023年5月揭曉。黃衍仁憑【折墮忘形】專輯獲年度唱片及年度男歌手獎。
2023年度主題是「種種可能」，入圍名單於2024年2月初公佈。得獎名單於2024年6月揭曉。RubberBand憑【JUNTOS】專輯第四次成為年度樂團，藍奕邦及陳蕾分別首摘男女歌手獎。何韻詩憑單曲《威廉》首次獲獎，並成為唯一同時個人獲得年度旋律、年度歌詞及年度歌曲三項大獎的單位。

## 背景
隨着大眾消閒和娛樂的方式逐漸多樣化，電台和電視等傳統媒體影響力日漸下降，香港的流行音樂產業亦同樣受到衝擊，能走紅的歌星和響遍全城的流行曲買少見少，坊間甚至不時出現「香港樂壇已死」的爭論。
樂評人chikin指出，四個電子傳媒每年舉辦的樂壇頒獎禮雖只是商業遊戲，但卻形成不健康的音樂霸權，影響大眾對本地音樂的認識和觀感。香港音樂評論組織的成立以抗衡不健康的樂壇霸權為目標，期望引發樂迷思考頒獎禮的意義，從而發現電台、電視機以外的好音樂。組織由一眾香港樂評人、傳媒工作者和音樂製作人組成，成員至今已超過二十人，各有不同年齡和背景，其中更包括來自澳門、台灣和馬來西亞但熱愛香港音樂的評論人。各成員不時透過網頁、網誌、社交網絡、傳統報刊或新興網絡媒體等多種渠道發表音樂評論文章。

## 頒發獎項

### 歌手演繹類
| 年度              | 年度男歌手                               | 年度女歌手                        | 年度樂團                                                                |
| ----------------- | ---------------------------------------- | --------------------------------- | ----------------------------------------------------------------------- |
| 第一屆 （2012）   | 周國賢 （【Live A Life】）               | 林憶蓮 （【蓋亞】）               | RubberBand （【Easy】）                                                 |
| 第二屆 （2013）   | MastaMic （【流行反擊戰】）              | 盧凱彤 （【Riding On Faith】）    | 觸執毛 （【A Tragedy Your Majesty】）                                   |
| 第三屆 （2014）   | 麥浚龍 （【柔弱的角】）                  | 謝安琪 （【Kontinue】）           | 鍾氏兄弟 （【極】）                                                     |
| 第四屆 （2015）   | 黎曉陽 （【上上下下左右左右B A Start】） | 岑寧兒 （【Here】）               | C AllStar （【生於斯】）                                                |
| 第五屆 （2016）   | 方大同 （【JTW 西遊記】）                | 林二汶 （【People Like Us】）     | 小塵埃 （【A Little Louder】）                                          |
| 第六屆 （2017）   | 側 田 （【The Drug Called Music】）      | 王嘉儀 （【Quarter】）            | 雞蛋蒸肉餅 （【23:59 Before Tomorrow】）                                |
| 第七屆 （2018）   | 陳奕迅 （【L.O.V.E.】）                  | 林憶蓮 （【0】）                  | RubberBand （【Hours】）                                                |
| 第八屆 （2019）   | Matt Force （【Matt Force】）            | Serrini （【邪童謠】）            | 粉紅A （【為藝術犧牲】）                                                |
| 第九屆 （2020）   | 馮允謙 （【Detour】、【Awaken】）        | Serrini （《Gwendolyn》系列歌曲） | RubberBand （【i】）                                                    |
| 第十屆 （2021）   | Jabin Law （【Ahistorical】）            | 王嘉儀 （《留念》企劃）           | my little airport （【SABINA之淚】）                                    |
| 第十一屆 （2022） | 黃衍仁 （【折墮忘形】【窄路微塵】）      | 衛蘭 （【DAUGHTER】）             | 海島小輪 （【AS IF – I. IN-BETWEEN】【AS IF – II. THE DEEP END 往深】） |
| 第十二屆 （2023） | 藍奕邦 （【漂漂亮亮地死去活來】）        | 陳蕾                              | RubberBand （【JUNTOS】）                                               |

| 年度              | 年度新單位          | 年度躍進單位 |
| ----------------- | ------------------- | ------------ |
| 第一屆 （2012）   | 馮允謙              | 周國賢       |
| 第二屆 （2013）   | 小塵埃              | 陳柏宇       |
| 第三屆 （2014）   | 李拾壹              | 林奕匡       |
| 第四屆 （2015）   | 黎曉陽              | 鄭欣宜       |
| 第五屆 （2016）   | 鄧小巧              | 小塵埃       |
| 第六屆 （2017）   | David Boring        | 王嘉儀       |
| 第七屆 （2018）   | 江逸天 Olivier Cong | 陳蕾         |
| 第八屆 （2019）   | Matt Force          | 陳健安       |
| 第九屆 （2020）   | N.Y.P.D. 南洋派對   | 陳凱詠       |
| 第十屆 （2021）   | 小本生燈            | Kendy Suen   |
| 第十一屆 （2022） | Ram Cheung 張景揚   | 從缺         |
| 第十二屆 （2023） | Marf 邱彥筒         | 從缺         |

### 單曲製作類
| 年度              | 年度歌曲                 |
| ----------------- | ------------------------ |
| 第一屆 （2012）   | RubberBand 《睜開眼》    |
| 第二屆 （2013）   | 陳奕迅 《任我行》        |
| 第三屆 （2014）   | 謝安琪 《雞蛋與羔羊》    |
| 第四屆 （2015）   | 麥浚龍 莫文蔚 《瑕疵》   |
| 第五屆 （2016）   | 林二汶 岑寧兒 《銀髮白》 |
| 第六屆 （2017）   | 岑寧兒 《剎那的烏托邦》  |
| 第七屆 （2018）   | RubberBand 《未來見》    |
| 第八屆 （2019）   | 方皓玟 《人話》          |
| 第九屆 （2020）   | Serrini 《網絡安全隱患》 |
| 第十屆 （2021）   | 泳兒 《荊棘海》          |
| 第十一屆 （2022） | Serrini 《樹木真美》     |
| 第十二屆 （2023） | 何韻詩 《威廉》          |

| 年度              | 年度旋律                                | 年度歌詞                                     | 年度編曲                                                     |
| ----------------- | --------------------------------------- | -------------------------------------------- | ------------------------------------------------------------ |
| 第一屆 （2012）   | 曲婉婷 《我的歌聲裡》 （曲婉婷）        | 梁栢堅 《獵鹿者》 （Kolor）                  | 馮翰銘 常石磊 《留白》 （王菀之）                            |
| 第二屆 （2013）   | C.Y.Kong 姜麗文 《主旋律》 （陳奕迅）   | 林夕 《任我行》 （陳奕迅）                   | 何山 蔡德才 《囂張》 （盧凱彤）                              |
| 第三屆 （2014）   | 王菀之 《天堂有路》 （王菀之）          | 林夕 《獨家村》 （謝安琪）                   | 馮翰銘 《我們他們》 （王菀之）                               |
| 第四屆 （2015）   | Bert 《瑕疵》 （麥浚龍 莫文蔚）         | 陳心遙 《十個放火的少年》 （李拾壹）         | 雞蛋蒸肉餅 《榴槤乜乜乜》 （雞蛋蒸肉餅）                     |
| 第五屆 （2016）   | 馮穎琪 《銀髮白》 （林二汶 岑寧兒）     | 周耀輝 《銀髮白》 （林二汶 岑寧兒）          | 王雙駿 RubberBand 《堅彌地城》 （RubberBand feat. Charatay） |
| 第六屆 （2017）   | 馮穎琪 《剎那的烏托邦》 （岑寧兒）      | 周耀輝 《剎那的烏托邦》 （岑寧兒）           | Ted Lo 《Nights Without You》 （AGA）                        |
| 第七屆 （2018）   | RubberBand 《未來見》 （RubberBand）    | 林夕 《荒原》 （盧凱彤）                     | 蔡德才 盧凱彤 《荒原》 （盧凱彤）                            |
| 第八屆 （2019）   | 馮穎琪 《初音》 （林二汶）              | Kit, Phat, MC Yan, Wah 《二零一九》 （LMF）  | 假音人 《圓謊》 （盧凱彤）                                   |
| 第九屆 （2020）   | 林家謙 《一人之境》 （林家謙）          | 王樂儀 《阿茲與海默》 （黎曉陽）             | RubberBand 雷柏熹 《每道微小》 （RubberBand）                |
| 第十屆 （2021）   | 馮穎琪 《荊棘海》 （泳兒）              | 林阿P 《那陣時不知道》 （my little airport） | 黃衍仁 《濁水漂流》 （黃衍仁）                               |
| 第十一屆 （2022） | 吳林峰 《我也難過的》 （吳林峰 謝芊彤） | 林夕 《某種老朋友》 （林家謙）               | iii Hanz 《雷公》 （iii 陳健安）                             |
| 第十二屆 （2023） | 何韻詩 《威廉》 （何韻詩）              | 何韻詩 《威廉》 （何韻詩）                   | Mike Orange 《伸縮自如的愛》 （陳蕾）                        |

### 唱片製作類
| 年度              | 年度唱片                                |
| ----------------- | --------------------------------------- |
| 第一屆 （2012）   | 周國賢 【Live A Life】                  |
| 第二屆 （2013）   | C AllStar 【Cantopopsibility】          |
| 第三屆 （2014）   | 謝安琪 【Kontinue】                     |
| 第四屆 （2015）   | C AllStar 【生於斯】                    |
| 第五屆 （2016）   | 麥浚龍 【問世 Evil Is A Point Of View】 |
| 第六屆 （2017）   | 合輯 【剎那的烏托邦】                   |
| 第七屆 （2018）   | RubberBand 【Hours】                    |
| 第八屆 （2019）   | Serrini 【邪童謠】                      |
| 第九屆 （2020）   | YoungQueenz 【神隱 Spirited Away】      |
| 第十屆 （2021）   | C AllStar 【人類世】                    |
| 第十一屆 （2022） | 黃衍仁 【折墮忘形】                     |
| 第十二屆 （2023） | 陳健安 【Life afteR Life】              |

### 特別獎
| 年度              | 年度香港樂壇事件                                              |
| ----------------- | ------------------------------------------------------------- |
| 第二屆 （2013）   | 李純恩嘲香港填詞人「文盲」 音樂製作人反擊                     |
| 第三屆 （2014）   | 雨傘革命爆發 良心歌手一起舉傘                                 |
| 第四屆 （2015）   | 100毛策劃《勁曲金曲》改詞諷刺時弊 真．歌手撐場演繹            |
| 第五屆 （2016）   | Hidden Agenda三遷 打不死轉營cafe                              |
| 第六屆 （2017）   | 難敵政府持續打壓 Hidden Agenda第四代結業                      |
| 第七屆 （2018）   | 盧凱彤離世                                                    |
| 第八屆 （2019）   | 民間抗爭歌曲熱爆全港 《願榮光歸香港》年度稱霸                 |
| 第九屆 （2020）   | 疫情重創現場演出 付費網上音樂會成新趨勢                       |
| 第十屆 （2021）   | MIRROR旋風席捲香港 《造星》成員全面進場 YouTubers成樂壇新勢力 |
| 第十一屆 （2022） | 墮屏意外：MIRROR演唱會腰斬 主辦迴避責任                       |
| 第十二屆 （2023） | 智能快車：AI歌聲熱潮 光B重奪年輕市場                          |

## 資料來源
1. 1 2  Davee. . 輔仁媒體. 2013-01-21. （原始内容存档于2019-10-12）. （页面存档备份，存于）
2. ↑  博比. . 音樂．人生. 2013-09-22. （原始内容存档于2020-08-11）. （页面存档备份，存于）
3. ↑  陳Damon. . 3Cmusic. 2015-10-19. （原始内容存档于2021-01-24）. （页面存档备份，存于）
4. ↑  aamusictravel. . A仔．音樂．旅遊. 2017-01-08. （原始内容存档于2021-03-03）. （页面存档备份，存于）
5. ↑  .   [2018-02-24]. （原始内容存档于2020-06-28）. （页面存档备份，存于）
6. ↑  .   [2018-02-24]. （原始内容存档于2020-06-28）. （页面存档备份，存于）
7. ↑  .   [2018-02-24]. （原始内容存档于2021-01-18）. （页面存档备份，存于）
8. ↑  .   [2018-02-24]. （原始内容存档于2020-06-26）. （页面存档备份，存于）
9. ↑  .   [2018-03-26]. （原始内容存档于2020-06-26）. （页面存档备份，存于）
10. ↑  .   [2019-02-02]. （原始内容存档于2020-06-28）. （页面存档备份，存于）
11. ↑  .   [2020-02-21]. （原始内容存档于2020-06-28）. （页面存档备份，存于）